# プリーズ!プリーズ!プリーズ!
「プリーズ!プリーズ!プリーズ!」は、Twinklestarsの2ndシングル。2011年7月6日にGoflagから発売された。

## 収録内容

### 通常盤

#### CD
1. プリーズ!プリーズ!プリーズ!
作詞・作曲・編曲：沖井礼二
2. 天使と悪魔
作詞・作曲・編曲：沖井礼二
3. プリーズ!プリーズ!プリーズ!（instrumental）
4. 天使と悪魔（instrumental）

### 仮入部盤（初回盤A）

#### CD
1. プリーズ!プリーズ!プリーズ!
2. 天使と悪魔
3. プリーズ!プリーズ!プリーズ!（instrumental）
4. 天使と悪魔（instrumental）

#### DVD
1. プリーズ!プリーズ!プリーズ!（Music Video-Dance ver）
2. Twinklestarsバトンレッスン

### 見学盤（初回盤B）

#### CD
1. プリーズ!プリーズ!プリーズ!
2. 天使と悪魔
3. プリーズ!プリーズ!プリーズ!（instrumental）
4. 天使と悪魔（instrumental）

#### DVD
1. プリーズ!プリーズ!プリーズ!（Music Video）
2. メイキング映像